# Język haseł przedmiotowych
Język haseł przedmiotowych (JHP) – język informacyjno-wyszukiwawczy, którego słownictwo tworzą tematy (ewentualnie z dopowiedzeniem) i określniki, a gramatyką są reguły budowy haseł przedmiotowych (gramatyka pozycyjna).

## Historia
Podstawę tworzenia języka haseł przedmiotowych stanowi katalog przedmiotowy, jest on nadal reprezentatywną formą jego stosowania. Aby dokładnie zapoznać się z historią tworzenia JHP należy poznać ogólną strukturę katalogu przedmiotowego. Język haseł przedmiotowych powstał w wersji katalogowej i rozwijał się spontanicznie i niejednolicie.

## Słownictwo i gramatyka JHP
Słownictwo przejmowane jest z języka naturalnego. Gramatyka JHP to zbiór reguł określających sposób budowy zdań JHP: łączenia tematów i określników w hasła przedmiotowe.

## Tematy i określniki
Tematy i określniki są to wyrażenia przejmowane z języka naturalnego, przeważnie zarejestrowane w odpowiednim słowniku JHP lub odpowiedniej kartotece. Jest to słownictwo znormalizowane (standaryzowane) i kontrolowane. Tematy i określniki winny być:
- poprawne;
- powszechnie znane;
- poświadczone w piśmiennictwie (np. w słownikach);
- niedialektyczne.

Mogą to być zarówno nazwy pospolite (ogólne), jak i własne.

## Podział tematów
1. Tematy ogólne
2. Tematy jednostkowe
  1. Tematy osobowe
  2. Tematy korporatywne
  3. Tytuły ujednolicone
  4. Tematy geograficzne
  5. Inne tematy jednostkowe
3. Tematy formalne

## Określniki
- są niesamodzielną jednostką leksykalną, stoją w haśle po temacie lub temacie z dopowiedzeniem;
- mają postać rzeczowników, liczebników, przymiotników;
- nazwy muszą być jednoznaczne i jasne znaczeniowo;
- podstawą redakcji określników jest logiczny dobór ich nazw do odpowiednich tematów oraz zasada uogólniania;
- dodane do tematu współtworzą rozwinięte hasło przedmiotowe.

## Hasło przedmiotowe
Zdanie odzwierciedlające treść dokumentu złożone z tematu (hasło przedmiotowe proste) lub tematu i umieszczonych po nim jednego lub kilku określników (hasło przedmiotowe rozwinięte), w kolejności ustalonej przez reguły gramatyki języka haseł przedmiotowych.

## Schemat hasła przedmiotowego
Temat (dopowiedzenie) – określniki jednostkowe – określniki przedmiotowe – określniki klasowe – określniki geograficzne – określniki chronologiczne – określniki formalne

## Budowa artykułu przedmiotowego
1. Temat
2. NU termin odrzucony
3. TS termin szerszy
4. TK termin kojarzony
5. TW termin węższy

## Metodyka stosowania języka haseł przedmiotowych
- Zapoznanie się z tekstem dzieła;
- Ustalenie tematów dzieła;
- Redakcja haseł przedmiotowych w języku katalogu.

## Rodzaje języka haseł przedmiotowych
- KABA
- Język haseł przedmiotowych Biblioteki Narodowej
- Kartoteka haseł wzorcowych